# Pseudacidalia fulvilinea
Pseudacidalia fulvilinea är en fjärilsart som beskrevs av W. Warren 1913. Pseudacidalia fulvilinea ingår i släktet Pseudacidalia och familjen nattflyn. Inga underarter finns listade i Catalogue of Life.